# Заудайский сельский совет (Ичнянский район)
Заудайский сельский совет (укр. Заудайська сільська рада) — входит в состав
Ичнянского района
Черниговской области
Украины.
Административный центр сельского совета находится в 
с. Заудайка
.

## Населённые пункты совета
- с. Заудайка
- с. Коршаки